# Smučanje prostega sloga
Ni isto kot "ekstremno smučanje" po strmih gorovjih; ali disciplina deskanja na smučeh "Freeriding"
Smučanje prostega sloga  (angleško: Freestyle skiing) je slog smučanja na smučeh. ki obsega dve osnovni disciplini: akrobatske skoke in grbine. Poleg že teh dveh omenjenih so jim priključile še smučarski kros, snežni žleb in slopestyle. Tu pa so še nekdaje discipline, ki ne obstajajo več: balet na smučeh, kombinacija in big air.

## Zgodovina
Zgodovina sega že v 1930-ta leta, norveški smučarji med treningi alpskega smučanja in tekom na smučeh začeli izvajati akrobacije na smučeh. Kasenje so na ekshibicijskih tekmah v ZDA izvajali nastope, ki so jih kasneje poimenovali "freestyle". Akrobatske skoke pa je okrog leta 1950 razvil in dodelal olimpijski prvak Stein Eriksen.
Z smučanjem prostega sloga pa so resno začeli v 1960-tih in 1970-tih letih, ki je bilo takrat bolj znano pod imenom "hot-dogging". Bob Burns iz Sun Valley, Idaho velja za nekakšnega pionirja oz. človeka, ki ja ta slog dodela leta 1965.
V pozni 1960-tih so mu sledili Wayne Wong, Flying Eddie Ferguson, Chico in Cokie Schuler in njihovi mentorji Chris Flanagan also, Roger Evans, John Clendenin, Hermann Goellner Tom Leroy. Nekateri ljudje so bili takrat mmnenja da je to prenevaren šport in niso želeli da postane olimpijska disciplina.
Mednarodna smučarska organizacija (FIS) je ta slog smučanja leta 1979 priznala kot uraden šport in uvedla nova pravila glede na skakalno tehniko da bi ublažila nevarnost teh tekmovanj. Svetovni pokal v smučanju prostega sloga je bil prvič prirejene leta 1980 prvo svetovno prvenstvo pa leta 1986 v Tignes, Francija. Smučanje prostega sloga je bilo prvič kot demonstrativna disciplina prikazana na  Zimskih olimpijskih igrah 1988 v Calgaryu. Grbine so bile prvič na sporedu na Zimskih olimpijskih igrah 1988 v Albertville-u, akrobatski skoki pa na Zimskih olimpijskih igrah 1994 v Lillehammerju.

## Discipline

### Akrobatski skoki
Akrobatski skoki (aerial skiing) se dogajajo na 2-4 metre visokih skakalnic, običajno zgrajenih iz lesa in pokritimi s snegom, ki smučarja izvrže do 6 metrov v zrak ( kar je lahko tudi do 20 metrov nad doskočiščem). KO je enkrat v zraku tam izvedejo številne salte in obrate, preden pristanejo na 34-39 stopinj strmem doskočišču dolgem približno 30 metrov. Najboljši tekmovalci lahko naredijo tudi do tri salte s petimi hitrimi obrati.
Obstajata dve vrsti akrobatskih skokov: navzgor in navzdol. To je disciplina, kjer tekmovalci prejmejo točke za: odriv (20%), izvedba skoka (50%) in pristanek (30%). Stopnja težavnosti (DD) je nato všteta v skupno oceno, v katero štejeta dva skoka. Tekmovalci svoje veščine trenirajo poleti na skakalnicah v bazenih.

### Grbine
Grbine (moguls) so enakomerni pukli narejeni vzdolž proge z zelo kratkimi zavoji, ki jih mora tekmovalec amortizirati. Proge so po navadi zelo strme. Na njej pa so tudi skoki.

### Balet na smučeh
Balet na smučeh (prej Ski Ballet, kasneje preimenovan v acroski) ni več del tekmovalnega smučanja prostega sloga, je bila tretja disciplina smučanja porstega sloga. Tekmovanja so se dogajala med poznimi 1960-imi in letom 2000. Med letoma 1980 in 1998 je štel za svetovni pokal. Dogaja se na ravni snežni površini, kjer so s smučmi in pomočjo smučarskih palic izvajali točke kot so salte, križanje nog, obrati... Sodniki pa so to ocenjevali s točkami. Kot demonstrativna disciplina je bila prikazana na Zimskih olimpijskih igrah 1988 in 1992. V letu 2000 je FIS ukinil vsa uradna tekmovanja.

### Smučarski kros
Tekmovanje poteka po ozki zeli zaviti, običajno dokaj položni progi, ki je polna naravnih umetnih ovir kot so skoki, ploščadi, rampe... Najprej potekajo kvalifikacije kjer vsak posebej vozi na čas in 32 najhiterjših se uvrsti v glavni del tekmovanja, 1/8 finala. Tako se 4 tekmovalci naekrat spustijo po progi in najboljša dva se uvrstita naprej v 1/4 finale, 1/2 finale in finale. Na koncu se 4 poraženci iz obeh polfinal pomerijo za mali finale od petega do osmega mesta, v velikem finalu pa 4 finalisti pomerijo za medalje.
Tekmovalci pa se med seboj ne smejo prerivati, vsak nameren dotik je kaznovan, lahko tudi z diskvalifikacijo.